# Art Larsen
Arthur David »Art« »Tappy« Larsen, ameriški tenisač, * 17. april 1925, Hayward, Kalifornija, ZDA, † 7. december 2012, San Leandro, Kalifornija.
Art Larsen je največji uspeh dosegel leta 1950, ko je osvojil Nacionalno prvenstvo ZDA med posamezniki, v finalu je premagal Herbieja Flama. Na Amaterskem prvenstvu Francije se je najdlje uvrstil v finale leta 1954, kjer ga je premagal Tony Trabert. Na turnirjih za Prvenstvo Avstralije se je najdlje uvrstil v polfinale leta 1951, na turnirjih za Prvenstvo Anglije pa v četrtfinale v letih 1950, 1951 in 1953. V letih 1951 in 1952 je bil član zmagovite ameriške reprezentance v Davisovem pokalu. Leta 1956 je bil sprejet v Mednarodni teniški hram slavnih.

## Finali Grand Slamov

### Posamično (2)

#### Zmage (1)
| Leto | Turnir                   | Nasprotnik v finalu | Rezultat finala         |
| 1950 | Nacionalno prvenstvo ZDA | Herbie Flam         | 6–3, 4–6, 5–7, 6–4, 6–3 |

#### Porazi (1)
| Leto | Turnir                       | Nasprotnik v finalu | Rezultat finala |
| 1954 | Amatersko prvenstvo Francije | Tony Trabert        | 6–4, 7–5, 6–1   |